# 중국계 라오스인
중국계 라오스인(라오어: ຄົນລາວເຊື້ອສາຍຈີນ; 중국어: 老撾華人)은 라오스 화교라고도 불리며 중국 조상의 라오스 시민들이다. 그들은 동남아시아에 거주하는 많은 재외동포 중 한 명이다. 현재, 그들은 라오스 인구의 약 1~2%를 구성하고 있다. 중국계 라오스인 공동체는 라오스 비즈니스 부문에서 불균형적으로 큰 영향력을 가지고 있으며 오늘날 라오스 경제를 지배하고 있다.

## 정체성
많은 현대 중국계 라오스인들은 라오스와 중국 본토 사이의 사업을 수행하기 위한 경제적 연결을 더 쉽게 만들기 위해 더 전통적인 중국 정체성을 주장하기 위해 스스로를 재창조했다.

## 언어
중국어가 화교 비즈니스 커뮤니티의 주요 언어가 되어감에 따라 많은 라오스 화교 가족들이 자녀들에게 중국어를 배우게 하여 그들의 중국 정체성을 재확인하게 한다. 중국의 세계적인 경제적 중요성의 부상은 많은 중국계 라오스인 사업가들이 중국어를 라오스와 중국 본토 사이의 사업을 수행하기 위한 경제적 연계에 참여할 수 있는 유익한 자산으로 인식하도록 자극했다.

## 이주 역사
라오스 화교들은 대부분 19세기부터 현재에 이르기까지 중국 남부 지방에서 내려온 기성 세대들의 후손들이다. 대부분은 윈난성, 광둥성, 광시성, 쓰촨성, 구이저우성 출신들이다. 라오어는 대부분 도주와 광둥어족이지만 일부는 윈난성과 쓰촨성의 남서부 만다린어를 사용한다. 오늘날 라오스에서는 많은 중국계 이민자들이 라오스에 거주하기로 결정하여 인구가 몇 천명 증가하였다. 2009년 동남아시아 경기 대회 개최지 비엔티안 건설에도 많은 중국인이 참여했다. 1970년대와 1980년대에 공산주의자인 파테트라오가 집권한 후, 일부 중국계 라오스인들은 태국과 다른 나라로 도망쳤다. 미국에도 상당수의 중국계 라오스인이 살고 있다. 많은 사람들은 여전히 그들의 조상들이 했던 것처럼 특정한 중국 전통과 관습을 실천한다. 1975년 공산당이 라오스를 점령하는 동안 라오스에 거주하는 중국인들의 대부분은 국외로 탈출했다.